# Маилян, Рафаэл Левонович
Рафаэл Левонович Маилян (1924—2004) — советский учёный-строитель, почётный академик Российской академии архитектуры и строительных наук (2002).
Автор трудов (в том числе монографий), связанных с разработкой и исследованием бетона и железобетонных конструкций, а также патентов.

## Биография
Родился 6 октября 1924 года в Баку.
В 1941 году был призван в Красную армию, но в 1942 году по болезни демобилизован. В этом же году поступил на строительный факультет Азербайджанского индустриального института, который окончил в 1947 году.
В 1947—1948 годах работал инженером-конструктором в тресте «Азнефтепроект». С 1948 по 1951 годы продолжил своё образование и был аспирантом кафедры строительных конструкций Азербайджанского индустриального института. В 1951—1955 годах продолжил работу в Азербайджанском политехническом институте.
В 1955 году Рафаэл Левонович был избран доцентом в Ростовском инженерно-строительном институте (ныне — университет) и по 2004 год, до своей смерти, работал в нём. Руководил секцией строительных конструкций Северо-Кавказского научного центра высшей школы, являлся членом докторского ученого Совета при РГСУ, членом редколлегии журнала «Известия РГСУ».
Торжественно отмечалось 85-летие со дня рождения учёного.

## Награды
- Заслуженный деятель науки и техники РСФСР (1984).
- Орден «Знак Почета», многие медали, среди которых «За Победу над Германией в Великой Отечественной войне 1941—1945 гг.» и «Ветеран труда», нагрудные знаки «За отличные успехи в работе» и «Отличник гражданской обороны СССР»
- Награждён многими Почетными грамотами и Благодарственными письмами от государственных и общественных организаций.